# Élisabeth de Leuchtenberg
Élisabeth de Leuchtenberg (née en mars 1537 - décédée le 6 juillet 1579 à Dillenburg), est la fille du comte Georges III de Leuchtenberg et de Barbara de Brandebourg-Ansbach-Culmbach.

## Le mariage et la descendance
Élisabeth est la première épouse de Jean VI de Nassau-Dillenbourg, fils de Guillaume de Nassau-Dillenbourg et de Juliana de Stolberg et frère de Guillaume le Taciturne. Elle l'épouse le 6 juin 1559 au château de Dillenbourg. Ils ont treize enfants :
- Guillaume-Louis de Nassau-Dillenbourg (1560-1620), comte de Nassau-Dillenbourg de 1607 à 1620, en 1587 il épouse sa cousine germaine Anne d'Orange-Nassau (1562-1588), fille de Guillaume Ier d'Orange-Nassau ;
- Jean VII de Nassau-Siegen (1561-1623), comte de Nassau-Siegen ;
- Georges V de Nassau-Dillenbourg, fondateur de la cinquième branche de la Maison de Nassau ;
- Élisabeth de Nassau-Dillenbourg (1564-1611), en 1583 elle épouse le comte Philippe IV de Nassau-Weilbourg (†1602), veuve, elle épouse en 1603 le comte Guillaume Ernest Ier d'Isembourg (1560-1633) ;
- Julienne de Nassau-Dillenbourg (1565-1630), en 1588 elle épouse le comte Adolphe-Henri de Salm-Dhaun (1557-1606), veuve, elle épouse en 1619 le comte Jean de Solms (1563-1623) ;
- Philippe de Nassau-Dillenbourg (1566- tué en 1595) ;
- Marie de Nassau-Dillenbourg (1568-1625), en 1588 elle épouse le comte Jean Louis Ier de Nassau (1567-1597) ;
- Anne de Nassau-Dillenbourg (1569-1576) ;
- Mathilde de Nassau-Dillenbourg (1570-1625), en 1592 elle épouse le comte Guillaume von Mansfeld (1555-1615) ;
- Albert de Nassau-Dillenbourg (1572-1572) ;
- Ernest-Casimir de Nassau-Dietz, fondateur de la sixième branche de la Maison de Nassau. Il est l'ancêtre direct de la maison royale néerlandaise actuelle ;
- Louis Günther de Nassau (1575-tué en 1604), en 1601 il épouse Marguerite de Manderscheid (1575-1606) ;
- fils mort-né (1579).

Élisabeth meurt en 1579. Après sa mort, Jean VI se remaria deux fois.